# Kami (Kochi)
Kami (Japans: 香美市, Kami-shi) is een Japanse stad in de prefectuur Kochi. In 2014 telde de stad 27.542 inwoners.

## Geschiedenis
Op 1 maart 2006 werd Kami benoemd tot stad (shi). Dit gebeurde na het samenvoegen van de gemeenten Kahoku (香北町), Tosayamada (土佐山田町) en het dorp Monobe (物部村).
Steden:
Aki · Kami · Kōchi (hoofdstad) · Kōnan · Muroto · Nankoku · Shimanto · Sukumo · Susaki · Tosa · Tosashimizu

Districten:
Agawa · Tosa · Hata · Nagaoka · Takaoka · Aki
Gemeenten per district